# وهاي
وهاي (بالصينية: 乌海市 )‏ هي مدينة على مستوى محافظة، في جمهورية الصين الشعبية، تتبع منغوليا الداخلية، تبلغ مساحتها 1,754 كيلومتر مربع، رمزها البريدي هو 016000.

## المناخ
يظهر الجدول التالي التغييرات المناخية على مدار السنة لوهاي:
| البيانات المناخية لـوهاي                    | البيانات المناخية لـوهاي | البيانات المناخية لـوهاي | البيانات المناخية لـوهاي | البيانات المناخية لـوهاي | البيانات المناخية لـوهاي | البيانات المناخية لـوهاي | البيانات المناخية لـوهاي | البيانات المناخية لـوهاي | البيانات المناخية لـوهاي | البيانات المناخية لـوهاي | البيانات المناخية لـوهاي | البيانات المناخية لـوهاي | البيانات المناخية لـوهاي |
| الشهر                                       | يناير                    | فبراير                   | مارس                     | أبريل                    | مايو                     | يونيو                    | يوليو                    | أغسطس                    | سبتمبر                   | أكتوبر                   | نوفمبر                   | ديسمبر                   | المعدل السنوي            |
| ------------------------------------------- | ------------------------ | ------------------------ | ------------------------ | ------------------------ | ------------------------ | ------------------------ | ------------------------ | ------------------------ | ------------------------ | ------------------------ | ------------------------ | ------------------------ | ------------------------ |
| متوسط درجة الحرارة الكبرى °م (°ف)           | −1.2 (29.8)              | 3.6 (38.5)               | 10.7 (51.3)              | 19.2 (66.6)              | 25.7 (78.3)              | 30.5 (86.9)              | 32.4 (90.3)              | 30.2 (86.4)              | 24.7 (76.5)              | 17.3 (63.1)              | 8.0 (46.4)               | 0.4 (32.7)               | 16.8 (62.2)              |
| المتوسط اليومي °م (°ف)                      | −8.1 (17.4)              | −3.4 (25.9)              | 3.8 (38.8)               | 12.2 (54.0)              | 19.1 (66.4)              | 24.1 (75.4)              | 26.1 (79.0)              | 23.9 (75.0)              | 18.3 (64.9)              | 10.3 (50.5)              | 1.0 (33.8)               | −6.1 (21.0)              | 10.1 (50.2)              |
| متوسط درجة الحرارة الصغرى °م (°ف)           | −13.6 (7.5)              | −9.2 (15.4)              | −2.3 (27.9)              | 5.6 (42.1)               | 12.4 (54.3)              | 17.6 (63.7)              | 20.2 (68.4)              | 18.3 (64.9)              | 12.4 (54.3)              | 4.3 (39.7)               | −4.3 (24.3)              | −11.3 (11.7)             | 4.2 (39.5)               |
| الهطول مم (إنش)                             | 1.0 (0.04)               | 2.3 (0.09)               | 4.1 (0.16)               | 5.0 (0.20)               | 16.6 (0.65)              | 21.9 (0.86)              | 34.8 (1.37)              | 36.2 (1.43)              | 22.7 (0.89)              | 7.4 (0.29)               | 1.7 (0.07)               | 1.3 (0.05)               | 155 (6.1)                |
| متوسط الرطوبة النسبية (%)                   | 50                       | 42                       | 34                       | 28                       | 30                       | 35                       | 43                       | 47                       | 48                       | 45                       | 46                       | 49                       | 41                       |
| المصدر: China Meteorological Administration |                          |                          |                          |                          |                          |                          |                          |                          |                          |                          |                          |                          |                          |

## التقسيمات الإدارية
- Haibowan District [الإنجليزية]‏
- Hainan District [الإنجليزية]‏
- Wuda District [الإنجليزية]‏.